# Fiesta de Exaltación del Pan de Cea
La Fiesta de la Exaltación del Pan de Cea es una celebración cultural y gastronómica que tiene lugar en San Cristóbal de Cea, provincia de Orense, en la comunidad autónoma de Galicia, España. Celebrada cada año el primer domingo de julio, esta festividad se centra en la promoción del famoso pan de Cea, conocido por su calidad y tradición en la panadería gallega.

## Historia
La Fiesta de Exaltación del Pan de Cea comenzó en 1990 como un evento para celebrar y promover la calidad y tradición del pan elaborado en Cea. Este pan es conocido por su corteza crujiente y su miga suave, características que han sido perfeccionadas a lo largo de los siglos en esta región. La fiesta ha crecido en popularidad, atrayendo a visitantes y reconocimiento a nivel nacional.

## Características
El evento es famoso por su mercado de pan, donde los panaderos locales exhiben y venden el tradicional Pan de Cea. Además, se organizan talleres de panadería y se ofrecen degustaciones para que los visitantes puedan aprender más sobre el proceso de elaboración del pan y su historia cultural.

## Impacto cultural y económico
La Fiesta de Exaltación del Pan de Cea no solo ayuda a preservar las técnicas tradicionales de panadería, sino que también fomenta el turismo y la economía local. El evento sirve como plataforma para promover otros productos agrícolas y artesanales de la región.